# Jever
Jever − miasto powiatowe w Niemczech, w kraju związkowym Dolna Saksonia, siedziba powiatu Friesland.

## Dzielnice
- Cleverns
- Jever
- Moorwarfen
- Rahrdum
- Sandel
- Sandelermöns

## Współpraca
- Cullera, Hiszpania
- Zerbst/Anhalt, Saksonia-Anhalt